# Pseudogramma erythrea
Pseudogramma erythrea är en fiskart som beskrevs av Randall och Baldwin, 1997. Pseudogramma erythrea ingår i släktet Pseudogramma och familjen havsabborrfiskar. Inga underarter finns listade i Catalogue of Life.